# Еміль Крафт
Еміль Крафт (швед. Emil Krafth, нар. 2 серпня 1994, Стокгольм) — шведський футболіст, захисник клубу «Ньюкасл Юнайтед» та національної збірної Швеції.

## Клубна кар'єра

### Початок кар'єри
Вихованець аматорського клубу «Лаганс АІК». Обоє батьків Еміля були дитячими тренерами в цьому клубі, а старший брат Густав виступав за «Лаганс» на позиції центрального захисника. З 13 років Еміль виступав за першу команду клубу у 6-му за рівнем дивізіоні.
Влітку 2010 року перейшов в «Естерс». Дебютував 30 березня 2011 року у матчі першого раунду Кубка Швеції проти аматорського клубу «Гесслегольм», відіграв матч повністю. У лізі Супереттан, другому за рівнем дивізіоні Швеції, дебютував 9 квітня 2011 року у матчі першого туру проти «Сундсвалля», також відіграв матч повністю. У сезоні 2011 провів 24 матчі (всі — у стартовому складі), віддав 2 гольові передачі і, що рідкість для захисника, не отримав жодної картки. «Естерс» зайняв 4-те місце.

### «Гельсінгборг»
10 січня 2012 року перейшов в «Гельсінгборг», сума трансферу склала близько 2 млн крон, контракт був розрахований на 3 роки. У команді Крафту довелося боротися за місце в складі з досвідченими Еріком Вальстедтом та Крістоффером Андерссоном. Сезон 2012 «Гельсінгборг» почав з перемоги в матчі за Суперкубок Швеції, Крафт провів гру на лавці запасних. Крафт дебютував за «Гельсінгборг» 27 квітня 2012 року у матчі 6-го туру чемпіонату проти «М'єльбю». 22 листопада 2012 року дебютував в єврокубках: на 25-й хвилині матчу Ліги Європи проти іспанського «Леванте» Крафт вийшов на заміну замість Крістоффера Андерссона. У чемпіонаті 2012 виходив у стартовому складі 7 разів і на заміну 2 рази, віддав 1 гольову передачу. «Хельсінгборг» посів 6-е місце.
Після сезону 2012 два крайніх захисника клубу (Вальстедт і Ерік Едман) завершили кар'єру, тому Крафт став основним правим захисником. 28 червня 2013 року Крафт забив перший гол у своїй кар'єрі, у ворота стокгольмського АІКа, вигравши боротьбу після подачі кутового. У чемпіонаті 2013 провів 27 матчів (усі — у стартовому складі), забив 1 гол, віддав 4 гольові передачі та отримав 2 жовті картки. «Гельсінгборг» посів 5-е місце. Допоміг «Гельсінгборгу» дійти до фіналу Кубка Швеції 2013/14, зігравши у всіх 7-ми матчах.
11 квітня 2014 року продовжив контракт з ««Гельсінгборгом» до середини 2016 року. У чемпіонаті 2014 провів 28 матчів (усі — у стартовому складі), забив 1 гол, віддав 1 гольову передачу, отримав 3 жовті картки. «Гельсінгборг» зайняв 9-е місце. 30 червня 2014 року головний тренер клубу Руар Гансен призначив 19-річного Крафта віце-капітаном команди, пояснивши свій вибір так: «Еміль, незважаючи на його молодий вік, хлопець, який бере на себе відповідальність і якого решта в команді слухають». Генрік Ларссон, який очолив «Гельсінгборг» по закінченні сезону, призначив віце-капітаном Югана Мортенссона.

### «Болонья»
У серпні 2015 року Крафт був придбаний італійською «Болоньєю». Він дебютував у Серії А 24 жовтня 2015 року у грі проти «Карпі», однак матч виявився невдалим для шведа, який був замінений в першому таймі через травму. Станом на 17 травня 2018 року відіграв за болонської команду 42 матчі в національному чемпіонаті.

### Подальша кар'єра
Протягом сезону 2018—2019 захищав кольори команди клубу «Ам'єн» на правах оренди. Після закінчення сезону був викуплений «Ам'єном» за 2 млн євро. Проте вже у серпні 5 млн євро був перепроданий англійському «Ньюкасл Юнайтед». 

## Виступи за збірні

### Юнацькі збірні
Виступав за юнацькі збірні з 16 років. Вперше був викликаний в збірну до 16 років в кінці 2010 року. Перший матч за юнацьку (до 17 років) збірну провів 19 травня 2011 року, це був товариський матч з однолітками зі Швейцарії. Другий матч за збірну свого року народження провів лише 14 серпня 2012 року, це був товариський матч з Фінляндією, в цьому матчі забив гол, при цьому м'яч торкнувся стійки воріт. Виступав у відбірковому турнірі до чемпіонату Європи 2013 року, на якроу віддав 2 гольові передачі, але шведи не вийшли на турнір.

### Молодіжна збірна
28 травня 2012 року Томмі Седерберг і Хокан Еріксон викликали Крафта і Робіна Квайсона в молодіжну (до 21 року) збірну Швеції на три відбіркових матчі до молодіжного (до 21 року) чемпіонату Європи 2013 року замість травмованих Нікласа Гульта та Оскара Левицкі. Крафт дебютував у молодіжній збірній 6 червня 2012 року у відбірковому матчі проти Мальти, вийшовши на заміну замість Міко Альборноса на 80-й хвилині гри. У наступному матчі 13 червня проти Фінляндії, аналогічна заміна була зроблена на 60-й хвилині гри. 8 вересня 2012 року Крафт і Крістоффер Нюман були викликані до молодіжної збірної замість дискваліфікованого Джилоана Хамада і хворого Александра Качаниклича. 14 серпня 2013 року Крафт вперше вийшов у стартовому складі молодіжної збірної в товариському матчі з Норвегією. У другій половині 2013 року Хокан Еріксон використовував Крафта на незвичній позиції лівого захисника, замість травмованого Людвіга Аугустінссона, а правого захисника грав Маттіас Юханссон. Загалом у відбірковому турнірі провів 7 матчів, в яких отримав 4 жовті картки і допоміг Швеції пробитися у фінальну частину молодіжного (до 21 року) чемпіонату Європи 2015 року, але у фінальну заявку на турнір не потрапив.

### Національна збірна
12 грудня 2013 року Ерік Гамрен включив Крафта до складу національної збірної Швеції на щорічне січневе турне, в якому беруть участь тільки гравці скандинавських клубів, причому Крафт був наймолодшим у складі. Перший матч цього турне, 17 січня 2014 року зі збірної Молдови, став для Крафта дебютним у національній збірній, Крафт вийшов на заміну на 85-й хвилині гри замість Оскара Левіккі. У другому і останньому матчі турне, 21 січня з Ісландією, Крафт вперше вийшов у стартовому складі національної збірної і відіграв матч повністю.
20 лютого 2014 року Ерік Гамрен вперше викликав Крафта в «повноцінну» збірну на товариський матч проти збірної Туреччини, який відбувся 5 березня в Анкарі. Крафт провів цей матч на лавці запасних, на позиції правого захисника грав Себастіан Ларссон.
16 листопада 2014 року Ерік Гамрен викликав Крафта на товариський матч із Францією, замість травмованого Мікаеля Лустіга. Крафт відіграв матч повністю. Газета «Aftonbladet» поставила Крафту оцінку «2» за 5-бальною шкалою з коментарем: «Раптово був викликаний для перегляду. Пропустив першу атаку, але потім грав стабільно і спокійно».
На січневому турне 2015 року відіграв 56 хвилин у матчі проти збірної Кот-д'Івуару, виграному з рахунком 2:0 15 січня 2015 року. Матч з Фінляндією 19 січня 2015 року пропустив через проблеми з попереком.
У березні 2015 року Ерік Гамрен розглядав Крафта як кандидата в збірну, але Еміль був травмований; у відсутність травмованого Крафта виклик до збірної отримав Антон Тіннергольм.
Згодом у складі збірної був учасником чемпіонату світу 2018 року у Росії та чемпіонату Європи 2020 року.
| Дата       | Місто           | Господарі  | Результат | Гості       | Турнір                               | Голи | Примітки |
| ---------- | --------------- | ---------- | --------- | ----------- | ------------------------------------ | ---- | -------- |
| 17-1-2014  | Абу-Дабі        | Молдова    | 1 – 2     | Швеція      | товариський матч                     | -    | 85'      |
| 21-1-2014  | Абу-Дабі        | Ісландія   | 0 – 2     | Швеція      | товариський матч                     | -    |          |
| 18-11-2014 | Марсель         | Франція    | 1 – 0     | Швеція      | товариський матч                     | -    |          |
| 15-1-2015  | Абу-Дабі        | Швеція     | 2 – 0     | Кот-д'Івуар | товариський матч                     | -    | 56'      |
| 10-10-2016 | Стокгольм       | Швеція     | 3 – 0     | Болгарія    | Відбір до ЧС 2018                    | -    |          |
| 11-11-2016 | Сен-Дені        | Франція    | 2 – 1     | Швеція      | Відбір до ЧС 2018                    | -    | 57'      |
| 15-11-2016 | Будапешт        | Угорщина   | 0 – 2     | Швеція      | товариський матч                     | -    | 73'      |
| 28-3-2017  | Фуншал          | Португалія | 2 – 3     | Швеція      | товариський матч                     | -    | 70'      |
| 13-6-2017  | Осло            | Норвегія   | 1 – 1     | Швеція      | товариський матч                     | -    | 69'      |
| 7-10-2017  | Стокгольм       | Швеція     | 8 – 0     | Люксембург  | Відбір до ЧС 2018                    | -    | 61'      |
| 10-11-2017 | Стокгольм       | Швеція     | 1 – 0     | Італія      | Відбір до ЧС 2018                    | -    | 83'      |
| 2-6-2018   | Стокгольм       | Швеція     | 0 – 0     | Данія       | товариський матч                     | -    | 74'      |
| 9-6-2018   | Гетеборг        | Швеція     | 0 – 0     | Перу        | товариський матч                     | -    | 70'      |
| 3-7-2018   | Санкт-Петербург | Швеція     | 1 – 0     | Швейцарія   | ЧС 2018 - 1/8 фіналу                 | -    | 82'      |
| 7-7-2018   | Самара          | Швеція     | 0 – 2     | Англія      | ЧС 2018 - Чвертьфінал                | -    | 85'      |
| 6-9-2018   | Прага           | Австрія    | 2 – 0     | Швеція      | товариський матч                     | -    |          |
| 10-9-2018  | Стокгольм       | Швеція     | 2 – 3     | Туреччина   | Ліга націй УЄФА 2018-2019 - 1-й етап | -    | 78'      |
| 16-10-2018 | Стокгольм       | Швеція     | 1 – 1     | Словаччина  | товариський матч                     | -    |          |
| 23-3-2019  | Стокгольм       | Швеція     | 2 – 1     | Румунія     | Відбір до ЧЄ 2020                    | -    | 24'      |
| 26-3-2019  | Осло            | Норвегія   | 3 – 3     | Швеція      | Відбір до ЧЄ 2020                    | -    |          |
| Усього     |                 | Матчів     | 20        |             | Голів                                | 0    |          |

## Досягнення
- Володар Суперкубка Швеції: 2012
- Володар Кубка Футбольної ліги (1):

«Ньюкасл Юнайтед»: 2024-25